# Nabój 30 x 173 mm
30 × 173 mm - standardowy nabój kalibru 30 mm w krajach NATO. Jest to najsilniejsza obecnie amunicja tego kalibru.
Amunicja taka produkowana jest m.in. w Zakładach Metalowych Mesko dla armaty Bushmaster II transporterów Rosomak (odmiany: wielofunkcyjny odłamkowo-zapalająco-smugowy MP-T, przeciwpancerny podkalibrowy APFSDS-T i ćwiczebny).